# Jönköping
Jönköping (phát âm tiếng Thụy Điển: [jœnɕø pinː]; Yơn-shơ-ping) là một thành phố ở miền nam Thuỵ Điển với 84.420 cư dân (2005) Đây là thành phố đông dân thứ 9 của Thụy Điển.. Jönköping nằm cuối phía nam của hồ lớn thứ hai của Thụy Điển, Vättern. Thị trấn Jönköping trấn ban đầu đã phát triển cùng với Huskvarna và Norrahammar hình thành một khu vực tiếp giáp đô thị, từ năm 1971 hoàn toàn trong cùng một vùng đô thị.
Thành phố này là thủ phủ của Khu tự quản Jönköping với dân số 122.194 (2006), và cũng là thủ phủ của hạt Jönköping có dân số 331.539 (2006). Jönköping là trụ sở của một tòa án cấp huyện và tòa án phúc thẩm cũng như Tòa án Hành chính Quốc gia Thụy Điển. Nó cũng là nơi đóng trụ sở của Hội đồng Nông nghiệp Thụy Điển.